# Stylidium beaugleholei
Stylidium beaugleholei är en tvåhjärtbladig växtart som beskrevs av James Hamlyn Willis. Stylidium beaugleholei ingår i släktet Stylidium och familjen Stylidiaceae. Inga underarter finns listade i Catalogue of Life.